# Cantonul Sainte-Marie-aux-Mines
Cantonul Sainte-Marie-aux-Mines este un canton din arondismentul Colmar-Ribeauvillé, departamentul Haut-Rhin, regiunea Alsacia, Franța.

## Comune
- Aubure
- Lièpvre
- Rombach-le-Franc
- Sainte-Croix-aux-Mines
- Sainte-Marie-aux-Mines (reședință)